# Sörsjön (Sura socken, Västmanland)
Sörsjön är en sjö i Surahammars kommun i Västmanland och ingår i Norrströms huvudavrinningsområde. Sjön är 8,7 meter djup, har en yta på 2,39 kvadratkilometer och befinner sig 57 meter över havet. Sjön avvattnas av vattendraget Kölstaån.

## Delavrinningsområde
Sörsjön ingår i det delavrinningsområde (661788-151398) som SMHI kallar för Utloppet av Sörsjön. Medelhöjden är 76 meter över havet och ytan är 24,14 kvadratkilometer. Räknas de 4 avrinningsområdena uppströms in blir den ackumulerade arean 57,35 kvadratkilometer. Kölstaån som avvattnar avrinningsområdet har biflödesordning 4, vilket innebär att vattnet flödar genom totalt 4 vattendrag innan det når havet efter 166 kilometer. Avrinningsområdet består mestadels av skog (67 procent). Avrinningsområdet har 3,01 kvadratkilometer vattenytor vilket ger det en sjöprocent på 12,4 procent.